# Johann Kaspar Lavater
Johann Caspar Lavater (Zurigo, 11 novembre 1741 – Zurigo, 2 gennaio 1801) è stato uno scrittore, filosofo e teologo svizzero.

## Biografia

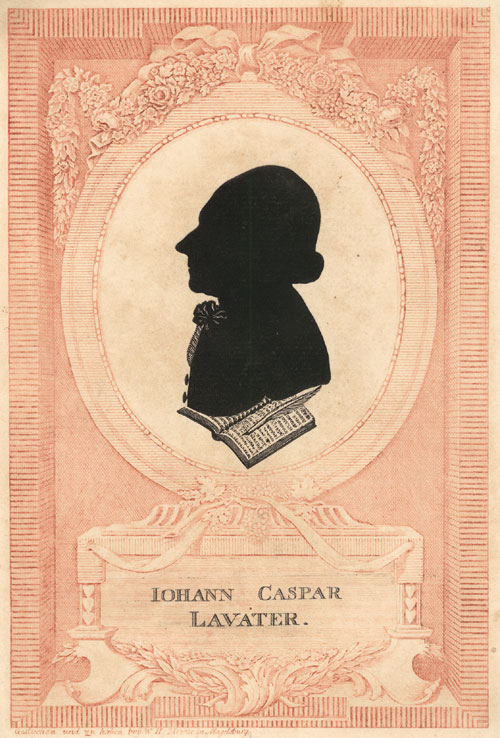
Lavater in una silhouette di W.H. Mewes

Pastore protestante di confessione zwingliana, Lavater partecipò attivamente alla vita culturale del suo tempo, sia attraverso i suoi scritti, sia intrattenendo rapporti epistolari con i maggiori pensatori suoi contemporanei (tra cui Johann Wolfgang von Goethe, Johann Georg Hamann, Friedrich Heinrich Jacobi, Moses Mendelssohn e Immanuel Kant). Nel 1787 ebbe anche vari incontri a Zurigo con Franz Anton Mesmer.
Influenzato dalla lettura di Gottfried Leibniz, Charles Bonnet e Jean-Jacques Rousseau, Lavater cercò di combinare le sue esigenze pietistiche con la cultura razionale adottando un atteggiamento critico sia nei confronti dell'ateismo che del deismo, optando invece per una forma di misticismo. Il suo pensiero si inserisce in quello del movimento dello Sturm und Drang.
In seguito, turbato forse dal regime instaurato dai rivoluzionari francesi in Svizzera, il pensatore accentuò le sue tendenze mistiche allontanandosi dall'illuminismo.
Nominato diacono dell'orfanotrofio di Zurigo, Lavater morì colpito erroneamente da un colpo di fucile. Il suo busto marmoreo fu scolpito nel 1775 dallo scultore di Sciaffusa Alessandro Trippel.
Lavater fu membro della Massoneria, appartenne alla Stretta Osservanza Templare col nome d'Ordine di Eques ab Esculapio..

## Gli studi sulla fisiognomica
Celebri furono i suoi studi sulla fisiognomica, editi per la grande maggioranza nel testo Von der Physiognomik (1772), in cui esibiva la sua cospicua collezione di profili, ricavati con una serie di tecniche pittoriche che permettevano la realizzazione pratica e veloce di silhouette umane.
La fisiognomica di Lavater aveva una finalità decisamente più etnologica di quella dei precedenti autori, tanto che si evidenziava la duplice connotazione dell'essere umano (per certi aspetti quasi sociobiologica) sociale e naturale: ciò rappresentava la chiave di lettura per poter rispecchiare la bellezza fisica nella morale cristiana. Il pastore d'anime aveva un'idea della fisiognomica teologico-etnologica, in cui si poteva trovare un'ovvia corrispondenza tra bellezza morale e fisica in un'ottica assolutisticamente cristiana.
Razzismo ed etnocentrismo non erano minimamente contemplati nel suo lavoro; il fatto è che a quell'epoca non ci sarebbe stato neanche il bisogno di sottolineare una tendenza discriminatoria, poiché questa era in un certo senso sottintesa! Dio era bianco, e i popoli dell'Europa occidentale rappresentavano un ottimo misurino per dosare quantitativamente il grado di civiltà delle altre culture. Nonostante la collezione di silhouette rappresentasse un metodo assai innovativo per la comparazione dei tratti somatici, essa era tuttavia vincolata dall'interpretazione, ed in effetti nei lavori di Lavater non vi è traccia di analisi biometriche come noi oggi le intendiamo.
Se prima del 1700 la fisiognomica aveva cominciato a destare qualche critica, d'ora in poi si assiste ad un vero e proprio scisma tra chi appoggia e chi denigra la dottrina. Anche se la cosa non toccò minimamente il credo e la buona fede di Lavater, convinto che i suoi studi fossero stati ispirati dalla luce divina, alcune critiche furono assai aspre ed altre addirittura tragicomiche, come quella del fisico Georg Christoph Lichtenberg che riguardo alla pubblicazione del suo ultimo lavoro così si espresse: "Se la fisiognomica diventerà un giorno quello che si aspetta Lavater, si impiccheranno bambini prima che abbiano compiuto imprese che meritano la forca!".

## Opere
- Physiognomische Fragmente (1775-1778).
- Von der Physiognomik (1772).
- Canti Svizzeri (1767).
- Canti di Cristo (1771).